# David Lingmerth
David Lingmerth (nascido em 22 de julho de 1987) é um jogador profissional sueco de golfe que joga nos torneios do PGA Tour.
Tornou-se profissional em 2010 e representou Suécia na competição masculina de golfe nos Jogos Olímpicos de Verão de 2016, realizados no Rio de Janeiro, Brasil. Terminou sua participação em trigésimo nono lugar no jogo por tacadas.